# Scapanus townsendii
Scapanus townsendii là một loài động vật có vú trong họ Talpidae, bộ Soricomorpha. Loài này được Bachman mô tả năm 1839.